# Željko Tanjić
Željko Tanjić (Bjelovar, 1968.) hrvatski je katolički svećenik i rektor Hrvatskog katoličkog sveučilišta.

## Životopis
Željko Tanjić rođen je u Bjelovaru 1968. godine. Njegovi su se roditelji u Rovišće doselili netom prije njegova rođenja sa sjevera Hercegovine, općina Prozor-Rama (selo Ploča). Nakon završene dvije godine studija teologije u Zagrebu na Katoličkom bogoslovnom fakultetu nastavio je diplomski studij i kasnije upisao magisterij, a potom i doktorski studij na Teološkom fakultetu Papinskog sveučilišta Gregoriana. Pod vodstvom prof. dr. sc. Rina Fisichelle 2000. godine izradio je i obranio doktorsku disertaciju Veritas in Christo. Le determinazioni del concetto di verità nei documenti del Concilio Vaticano II. 
Na Katoličkom bogoslovnom fakultetu Sveučilišta u Zagrebu radio je pri Katedri fundamentalne teologije gdje je 2009. postao pročelnikom.
Od 2009. do 2011. bio je direktor izdavačke kuće Kršćanska sadašnjost.
Odlukom od 1. srpnja 2011. nadbiskup zagrebački kardinal Josip Bozanić imenovao ga je privremenim rektorom Hrvatskog katoličkog sveučilišta, a dužnost je preuzeo 1. listopada 2011.
Sudionik je na više međunarodnih i znanstvenih projekata. Kao teološki ekspert sudjelovao je u radu XII. redovite Biskupske sinode u Vatikanu. Bio je i glavni i odgovorni urednik znanstvenog časopisa Katoličkog bogoslovnog fakulteta Sveučilišta u Zagrebu „Bogoslovska smotra“.
Od 2014. godine član je Međunarodne teološke komisije.
Autor je dviju knjiga, uredio četiri, te objavio više znanstvenih i znanstveno-stručnih radova iz područja teologije i filozofije.
Služi se talijanskim, njemačkim i engleskim jezikom.